# Xanthinol
Xanthinol là một loại thuốc được điều chế từ theophylline dùng làm thuốc giãn mạch. Nó thường được sử dụng như muối với niacin (axit nicotinic), được gọi là xantinol nicotinate.